# Sphaerorutela viridicuprea
Sphaerorutela viridicuprea är en skalbaggsart som beskrevs av Friedrich Ohaus 1913. 
Sphaerorutela viridicuprea ingår i släktet Sphaerorutela och familjen Rutelidae. Inga underarter finns listade i Catalogue of Life.